# Zara Tindall

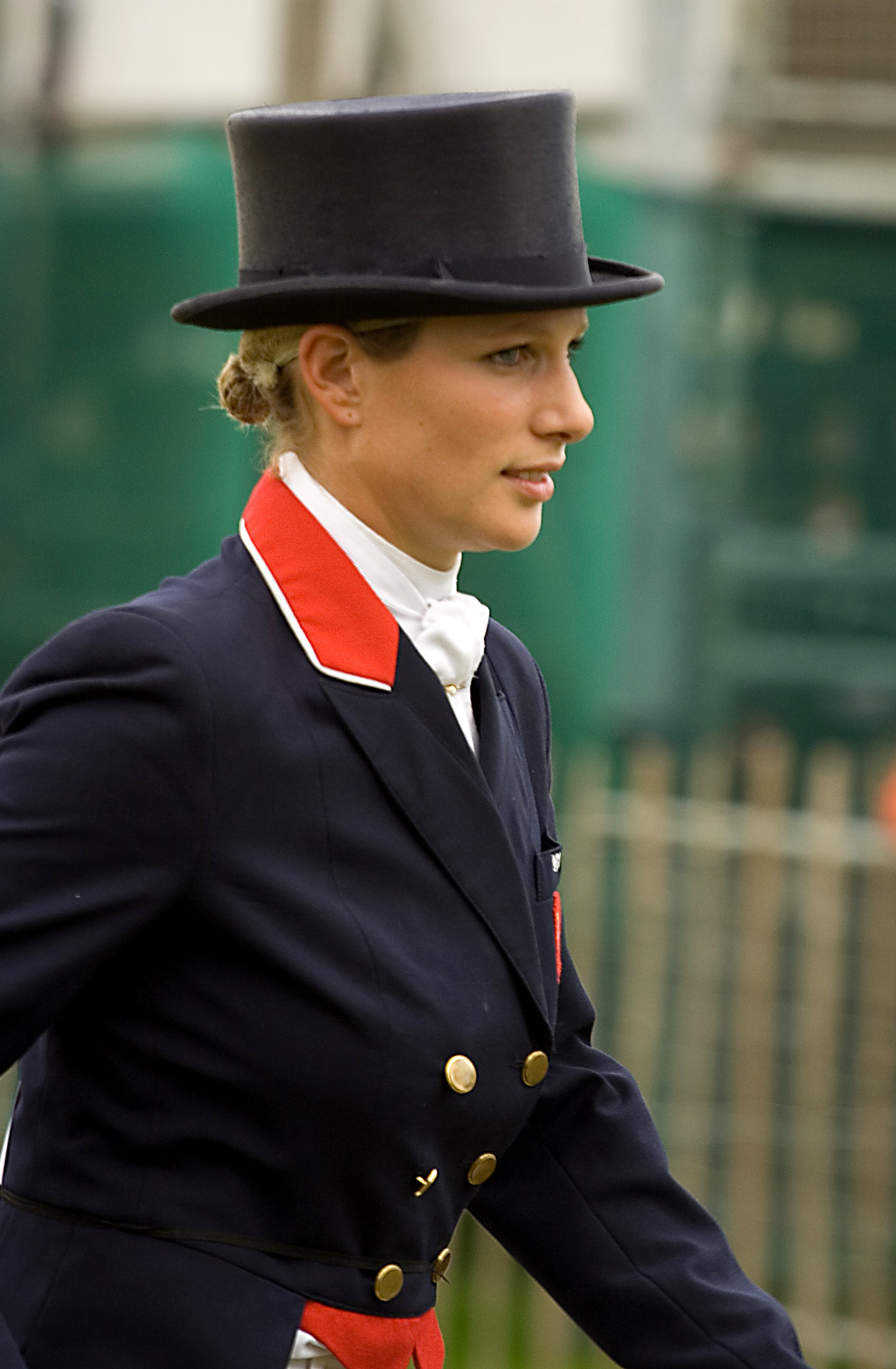
Zara Phillips (2007)

Wappen von Zara Phillips

Zara Anne Elizabeth Tindall, MBE (geborene Phillips, * 15. Mai 1981 in London) ist eine britische Springreiterin und die Tochter von Prinzessin Anne und deren erstem Ehemann Mark Phillips. Sie steht zurzeit an 22. Stelle der britischen Thronfolge. Sie ist eine international erfolgreiche Vielseitigkeitsreiterin. Im Sport tritt sie unter dem Namen Zara Tindall an.
Sie und ihr älterer Bruder Peter sind die ersten Enkelkinder von Elisabeth II., tragen aber keine Adelstitel. An offiziellen Veranstaltungen nehmen sie jedoch teil und sind dann auch auf dem Balkon des Buckingham Palace zu sehen. Ihr Verhältnis zu ihrer Großmutter, Königin Elisabeth II., galt als außergewöhnlich eng. Oft wurde sie von der Presse als Lieblingsenkelkind gehandelt.

## Kindheit und Ausbildung
Zara Phillips wurde am 15. Mai 1981 im St. Mary’s Hospital im Londoner Stadtteil Paddington geboren und am 27. Juli 1981 auf Windsor Castle getauft. Ihre Paten waren Prinz Andrew, Leonora Anson, Countess of Lichfield, Helen Stewart (Ehefrau des Rennfahrers Jackie Stewart), Andrew Parker Bowles (damals Ehemann der heutigen Queen Consort Camilla) und Hugh Thoma. Sie hat einen älteren Bruder, Peter Phillips sowie zwei jüngere Halbschwestern väterlicherseits Felicity Wade (geborene Tonkin) und Stephanie Phillips.
Sie besuchte genau wie ihr Bruder die Port Regis Prep School in Dorset sowie die Gordonstoun School in Morayshire.

## Reitsport
An der University of Exeter wurde sie zur Physiotherapeutin mit dem Schwerpunkt Pferde ausgebildet. Ihr Pferd Toytown erlitt im Winter 2003 eine Beinverletzung, daher war es ihr nicht möglich, an den Olympischen Spielen 2004 in Athen teilzunehmen. Im September 2005 gewann sie als Vielseitigkeitsreiterin die Europameistertitel im Einzelwettbewerb und mit der britischen Mannschaft. Damit trat sie in die Fußstapfen ihrer Mutter, die ebenfalls Europameisterin (Einzel) war. Zwei Jahre später konnte sie den Titelgewinn mit der Mannschaft wiederholen.
Bei den Weltreiterspielen 2006 in Aachen gewann sie die Einzelgoldmedaille und die Silbermedaille mit der Mannschaft. Sie wurde daraufhin von der BBC zur BBC Sports Personality of the Year, zum Sportler des Jahres in Großbritannien, gewählt. Abgestimmt haben bei dieser Wahl die britischen Fernsehzuschauer. Auch hier trat sie damit in die Fußstapfen ihrer Mutter, die 1971 Sportlerin des Jahres in Großbritannien war.
2008 wurde sie für die Olympischen Spiele in Peking aufgestellt. Im Juni 2008 musste sie ihre Teilnahme jedoch zurückziehen, da Toytown erneut verletzt war. Im Herbst 2008 stürzte sie bei einem internationalen Turnier im französischen Pau und zog sich einen Schlüsselbeinbruch zu. Ihre Stute, Tsunami II, wurde wegen einer Halswirbelfraktur eingeschläfert.
Im Vorfeld der Olympischen Spiele in London trug sie die olympische Flamme als letzte „Läuferin“ des fünften Tages des olympischen Fackellaufs, reitend auf ihrem ehemaligen Erfolgspferd Toytown. Sie gewann mit High Kingdom und der britischen Mannschaft die Silbermedaille in der Teamwertung. Dabei wurde ihr die Silbermedaille von ihrer Mutter, Prinzessin Anne, überreicht.
Bei den Weltreiterspielen 2014 vertrat sie mit High Kingdom erneut Großbritannien und gewann mit der Mannschaft die Silbermedaille, in der Einzelwertung wurde sie Zehnte. Im April 2017 wurde sie, inzwischen unter dem Namen Zara Tindall startend, mit High Kingdom Dritte in der Vier-Sterne-Vielseitigkeit von Lexington.
Im Jahre 2007 wurde sie wegen ihrer Verdienste um den Pferdesport als Member in den Order of the British Empire aufgenommen.

## Ehe und Familie
Zara Tindall ist seit dem 30. Juli 2011 mit Mike Tindall verheiratet. Tindall ist ein ehemaliger professioneller Rugby-Union-Spieler und war Mitglied der englischen Nationalmannschaft, die 2003 den Weltmeistertitel gewann. Mit Tindall lebt sie in Gloucestershire. Die Hochzeit fand in der Canongate Kirk in Edinburgh, Schottland statt. Zwar ist sie auch nach der Hochzeit unter ihrem Geburtsnamen bekannt, hat aber offiziell den Nachnamen ihres Mannes angenommen. Zuvor war sie von 1998 bis 2003 mit dem Jockey Richard Johnson liiert, mit dem sie auch zusammenlebte.
Am 8. Juli 2013 verkündete der Buckingham Palace die erste Schwangerschaft von Zara Tindall. Ihre Tochter Mia Grace Tindall wurde am 17. Januar 2014 geboren.
Ende 2016 erlitt Zara Tindall eine Fehlgeburt. Anfang 2018 wurde eine neuerliche Schwangerschaft verkündet. Am 18. Juni 2018 wurde ihre zweite Tochter Lena Elizabeth Tindall geboren. Am 21. März 2021 kam ihr Sohn Lucas Philip Tindall zur Welt.